# کاروانسرای رباط نو
کاروانسرای رباط نو مربوط به دوره صفوی است و در شهرستان مهریز، روستای سریزد، مجاور مسجد جامع واقع شده و این اثر در تاریخ ۲۵ اردیبهشت ۱۳۸۰ با شمارهٔ ثبت ۳۸۵۰ به‌عنوان یکی از آثار ملی ایران به ثبت رسیده است.